# Outi Kettunen
Outi Petra Maria Kettunen (Kajaani, 8 marzo 1978) è un'ex biatleta finlandese.

## Biografia
In Coppa del Mondo ottenne il primo risultato di rilievo l'11 dicembre 1998 a Hochfilzen (65ª) e l'unico podio il 28 febbraio 1999 a Lake Placid.
In carriera prese parte a un'edizione dei Giochi olimpici invernali, Salt Lake City 2002 (37ª nella sprint, 37ª nell'inseguimento, 48ª nell'individuale, 12ª nella staffetta), e a sei dei Campionati mondiali (6ª nella sprint e nella staffetta a Kontiolahti/Oslo 1999 e nella staffetta a Chanty-Mansijsk 2003 i migliori piazzamenti).
All'inizio della stagione 2000-2001 a un controllo antidoping fu trovata positiva al nandrolone e squalificata per un anno.

## Palmarès

### Coppa del Mondo
- Miglior piazzamento in classifica generale: 22ª nel 1999
- 1 podio (a squadre[1]):
  - 1 terzo posto